# Marie-Ernestine Worch

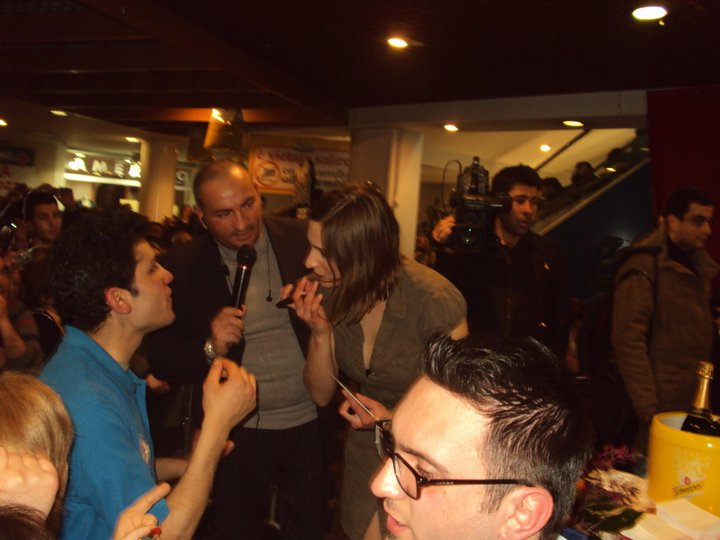
Marie-Ernestine Worch beim europäischen Fan-Gipfel in Neapel (2013)

Marie-Ernestine Worch (* 21. April 1984 in Dresden) ist eine deutsche Schauspielerin. 

## Leben
Sie ist Tochter der Schauspielerin Susanne Voyé und des Autors Thomas Worch. Bis zu ihrem sechsten Lebensjahr wuchs sie in Ost-Berlin auf, nach der Wende verließ sie die Deutsche Demokratische Republik und lebte anschließend in Wien, Münster, Köln und seit ihrem achten Lebensjahr wieder im nun vereinten Berlin, in dem sie das Gymnasium besuchte.
Ihre erste TV-Rolle spielte sie noch als Schülerin in der Soap Alle zusammen – jeder für sich. 1996 wurde sie Landesmeisterin beim Vorlesewettbewerb in Berlin. Mit 13 Jahren agierte sie von 1997 bis 2000 in der Jugendtheatergruppe des carrousel Theaters an der Parkaue in Berlin. In der RTL-Justizserie Hinter Gittern – Der Frauenknast spielte Worch von 1997 bis 2003 die Rolle der Nina Teubner.
Seitdem spielte Worch Rollen in Stumme Zeugen, OP ruft Dr. Bruckner, Polizeiruf 110, SOKO Wismar, Für alle Fälle Stefanie, Sophie – Braut wider Willen, Doctor’s Diary und Alisa – Folge deinem Herzen. 2004 spielte Worch für den Europawahlspot „Stille Post“, der den Wettbewerb der bpb (Bundeszentrale für politische Bildung) gewann. Im selben Jahr stand für sie im Musikvideo Sonne der Band Mia. vor der Kamera.
Worch spielte 2007 die Rolle der Rosalinde in dem Theaterstück Wie es euch gefällt bei den Bad Hersfelder Festspielen sowie in Kurzfilmen wie adieu bonjour (Regie: Timo Hübsch), Das Wolfskind (Regie: Roberto Anjari Rossi, dffb). Zwei Kurzfilme drehte sie im selben Jahr unter der Regie von Katrin Magrowitz: The Crossing, der in Soho als Vorfilm für Das Leben der Anderen lief und Die Umarmung mit Gerd Silberbauer und Renate Krößner.
Mit Herbert Köfer, Angelika Mann und anderen stand Marie-Ernestine Worch 2008 auf der Bühne. Von März 2009 bis Februar 2010 spielte sie die Rolle der Tamara Castelhoff in der ZDF-Telenovela Alisa – Folge deinem Herzen. Im Juni 2010 begann sie die Dreharbeiten für die Rolle der Maike in der ARD-Telenovela Sturm der Liebe, die sie im November 2010 beendete. Im August 2011 war sie in einer Episode der ARD-Fernsehserie In aller Freundschaft zu sehen und für Worch begannen die Dreharbeiten zum ZDF-Fernsehfilm Lotta & die großen Erwartungen, in dem sie die Rolle der Franzi spielt und der im Mai 2012 ausgestrahlt wurde.

## Filmografie
- 1997: OP ruft Dr. Bruckner (Fernsehserie, 1 Folge)
- 1997: Alle zusammen – jeder für sich (Fernsehserie, 1 Folge)
- 1997–2003: Hinter Gittern – Der Frauenknast (Fernsehserie, 96 Folgen)
- 1999–2001: Für alle Fälle Stefanie (Fernsehserie, 39 Folgen)
- 2000: Polizeiruf 110: Blutiges Eis (Fernsehreihe)
- 2004: Mia. – Sonne (Musikvideo)
- 2005–2006: Sophie – Braut wider Willen (Fernsehserie, alle Folgen)
- 2006: Alice (Kurzfilm)
- 2006: Tauchenlernen (Kurzfilm)
- 2006: SOKO Wismar (Fernsehserie, 1 Folge)
- 2007: The Crossing (Kurzfilm)
- 2007: Rügen (Kurzfilm)
- 2007: Adieu Bonjour (Kurzfilm)
- 2008: Doctor’s Diary (Fernsehserie, 1 Folge)
- 2008: Dr. Molly & Karl (Fernsehserie, 1 Folge)
- 2009: Das Wolfskind (Kurzfilm)
- 2009–2010: Alisa – Folge deinem Herzen (Fernsehserie, 240 Folgen)
- 2010: Sturm der Liebe (Fernsehserie, 80 Folgen)
- 2011: In aller Freundschaft (Fernsehserie, 1 Folge)
- 2012: Klinik am Alex (Fernsehserie, 1 Folge)
- 2012: Lotta & die großen Erwartungen

## Theater
- 2006: Melancholie ist Luxus, Killer, theater discounter berlin
- 2007: Wie es Euch gefällt, Bad Hersfelder Festspiele[5]
- 2007–2008: Hilfe – ein Baby, Köfers Komödiantenbühne – Tournee